# Vivienne Acheampong
Vivienne Acheampong (Londen, 30 november 1984) is een Britse actrice en comédienne. Ze is vooral bekend van haar rol van Lucienne in de televisieserie The Sandman uit 2022.

## Levensloop
Acheampong werd geboren in de Londense wijk Lewisham en is van Ghanese afkomst. Ze ging naar de BRIT School in Croydon. Ze was in 2013 halvefinalist bij de Funny Women Awards. Acheampong stond met haar onewomancomedyshow op het Londense comedyfestival Camden Fringe, het RADAR Festival en het Edinburgh Fringe Festival.
Acheampong verscheen vanaf 2018 in drie series van de BBC Comedy-sketchserie Famalam. Eveneens in 2018 sprak zij een van de stemmen van World of Warcraft: Battle for Azeroth in. In 2020 was ze te zien in de verfilming van Roald Dahls roman The Witches, geregisseerd door Robert Zemeckis en met in de hoofdrol Anne Hathaway. Ze verscheen ook in de Britse televisieserie The One en de Britse sketchcomedyseries The Emily Atack Show (met Emily Atack) en Ellie & Natasia (met de comedyactrices Ellie White en Natasia Demetriou).
Voor haar rol in de televisieproductie van The Sandman kreeg ze advies van Neil Gaiman, de auteur van de stripromanreeks The Sandman. Acheampong was niet bekend met het verhaal of de originele stripreeks voordat ze de rol op zich nam. Zijzelf en The Sandman-medespeler Tom Sturridge waren te gast in The Pilot TV Podcast van het filmtijdschrift Empire om over de tv-productie te praten.